# Irecekovo, Iambol
Irecekovo (în bulgară Иречеково) este un sat în comuna Straldja, regiunea Iambol,  Bulgaria. 

## Demografie
Componența etnică a satului Irecekovo
     Bulgari (81,53%)
     Romi (18,24%)
     Nicio identificare (0,21%)
     Altele (0%)
La recensământul din 2011, populația satului Irecekovo era de 455 locuitori. Din punct de vedere etnic, majoritatea locuitorilor (81,53%) erau bulgari, cu o minoritate de romi (18,24%). Pentru 0,21% din locuitori nu este cunoscută apartenența etnică.